# ابن عطية الأندلسي
ابن عطية الأندلسي أبو محمد عبد الحق بن أبي بكر غالب بن عبد الرحمن بن غالب بن عبد الرؤوف بن تمام بن عبد الله بن تمام بن عطية بن خالد بن عطية المحاربي، من قبيلة قيس عيلان بن مضر. من أهل غرناطة.

## مولده ونشأته
ولد سنة 481 هـ بغرناطة بالأندلس مع بداية عهد دولة المرابطين التي كانت تعرف بدولة الفقهاء.
ينتمي لأسرة مهاجرة من المشرق، وكانت الأسرة ذات علم ومكانة هيأت له أسباب طلب العلم، فتتلمذ على كبار علماء الأندلس، فهو لم يرحل كما رحل غيره من علماء الأندلس بسبب ظروف بلاده آنذاك.
كان فقيهاً عالماً بالتفسير والأحكام والحديث. وكانت له اليد الطولى في اللغة والأدب والشعر.
فقد قال في حقه صاحب قلائد العقيان: «نبعة دوح العلاء، ومحرز ملابس الثناء، فذ الجلالة، وواحد العصر والأصالة، وقار كما رسا الهضب، وأدب كما أطَّردَ السلسلُ العذب...آثاره في كل معرفة، وعَلَم في رأسه نار، وطوالعه في آفاقها صبح أو نهار...».
أما ابن بشكوال في الصلة فقال في حقه: «...وكان واسع المعرفة، قوي الأدب، متفنناً في العلوم».
من أحفاده الفقيه الخطيب القاضي عبد الحق بن محمد بن عطية، ذكره ابن الأحمر وأورد له قصيدة في مدح الغالب بالله النصري، وأحمد بن الحسن القضاعي.
لا يُعلم شيء عن نشأته العلمية الأولى، التي لا تخلو أن تكون جارية على ما كان مألوفاً من تعلم القرآن والخط وتلقي مبادئ العلوم الإسلامية والأحكام الدينية لكي يتهيأ إلى حياة علمية مكثفة.
ولما بلغ طور الطلب بتجاوز المرحلة الأولى أخذ في مجالسة الشيوخ والاتصال بهم وملاقاتهم أينما وجدوا في أعظم مدن الأندلس. فروى وأخذ عن الكثير من المشايخ.
وقد كان أبوه غالب حريصاً على طلب الإجازة له من الكثير من العلماء، فستجاز له أبا جعفر أحمد بن خلف بن عبد الملك المعروف بابن القليعي بأجازه. كما كان عبد الحق بن عطية حريصاً على طلب الإجازة من العلماء، فقد راسل عدد منهم لاستجازته. فكتب إلى أبي المطّرف عبد الرحمن بن قاسم الشعبي الذي بعث له بالإجازة من مدينة مالقة. وكتب أيضاَ إلى أبي علي الحسين بن محمد بن فيرّه الصدفي السرقسطي طالباً من الإجازة فأجازه. وقد وردت عليه إجازات علماء آخرين كأبي عبد الله محمد بن منصور الحضرمي الساكن بالإسكندرية، والإمام المازري دفين مدينة المنستير التونسية.

## مسيرته العلمية والعملية
وكان عبد الحق بن عطية حريصاً على الالتقاء بالعلماء والاجتماع بهم في كل مدن الأندلس التي حل بها: فلقي بمدينة غرناطة محمد بن علي بن حميدن التغلبي وأبا بحر سفيان بن العاصي، ولقي بقرطبة أبا القاسم خلف بن إبراهيم بن خلف بن سعيد بن الحصار المعروف بابن النحاس ومحمد بن عبد الرحمن بن عتاب، ولقي بمدينة اشبيلية الحسن بن عمر الهوزني ولقي بجيان محمد بن عمر أبي العصافير الجاني. ولا يعرف لأبن عطية رحلات علمية أو لغرض آخر خارج الأندلس.
وقد ولي خطة القضاء بمدينة المرية في شهر محرم عام 529 هـ للملثمين.
وقد كان عبد الحق بن عطيه من المجاهدين: فقد نهض إلى غزو طلبيزة سنة 503 هـ. وكان كثير الغزوات في جيوش الملثمين. وقد كتب إليه أبوه غالب أبياتاً يتشوقه فيها:

## تلاميذه
تتلمذ على عبد الحق بن عطية الكثير من العلماء. وأخذوا عنه ورووا عنه الكتب والمصنفات. فمن تلامذته:
- ابنه حمزة.
- أبو القاسم عبد الرحمن بن محمد بن عبيد بن يوسف الأنصاري الأندلسي المعروف بابن حبيش. ولد سنة 504 هـ وتوفي سنة 584 هـ، ومن مصنفاته: اقتضاب صلة ابن بشكوال. وقد روي عنه تفسيره.
- عبد الملك بن محمد بن مسعود أبي الخصل الغافقي، توفي سنة 534 هـ. وقد قرأ على ابن عطيه فهرسته.
- عبد المنعم بن محمد بن عبد الرحيم بن محمد الخزرجي المعروف بابن الفرس. ولد سنة 524 هـ وتوفي سنة 597 هـ. ومن تآليفه: مسائل الخلال في النحو، وأحكام القرآن.
- أبو جعفر أحمد بن الحسن بن أحمد بن الحسن القضاعي المتوفي سنة 599 هـ بمراكش وكان مشاركاً في فنون العلم.
- أحمد بن معدّ بن عيسى بن وكيل التجيبي المعروف بابن الاقليشي المتوفي سنة 550 هـ.
- علي بن أحمد الشقوري المتوفى سنة 616 هـ. وذكره أبو حيان[ ؟ ] في مقدمة تفسيره أن القشقوري هو آخر من حدث عن ابن عطية وآخر من روى عنه.
- عبد الله بن محمد بن عبيد الله الحجري المتوفى سنة 591 هـ. وقد كان من المحدثين والزهاد والفضلاء. ومن جملة ما قرأه على ابن عطية فهرسته سنة 537 هـ.
- محمد بن جعفر بن حميد البلنسي. ولد سنة 510 هـ وتوفي سنة 589 هـ. وقد سمع هذه الفهرسة بحضرة ابن عطية بقراءة محمد بن علي بن رزين الأنصاري.
- محمد بن أحمد بن عبد الملك بن موسى بن أبي جمرة المرسي الإمام ولد سنة 518 هـ وتوفي سنة 599 هـ. كان فقيهاً حافظاَ، من العارفين بأحكام المذهب المالكي العاكفين على تدريسه. ومن تآليفه: نتائج الأفكار ومناهج النظار في معاني الآثار، وبرنامج شيوخه. لقي عبد الحق بن عطية وناوله تفسيره وأذن له بالرواية عنه.
- محمد بن عبد الملك بن محمد بن طفيل القيسي، الفيلسوف الطبيب الشاعر ولد سنة 506 هـ وتوفي سنة 581 هـ. ومن كتبه: رسالة حي بن يقظان، وأسرار الحكمة الشرقية.ومما قرأه على عبد الحق بن عطية فهرسة شيوخه هذه.
- محمد بن علي بن رزين الأنصاري. وقد قرأ هذه الفهرسة على مؤلفها سنة 540.
- أبو بكر محمد بن خير الإشبيلي المتوفي سنة 575هـ، وقد روى عنه فهرسته.
- أحمد بن طلحة بن أبي بكر محمد بن أحمد المحاربي الغرناطي. روى عن ابن عطيه، وعن ابن الباذش، وابن العربي[ ؟ ]، وغيرهم. كان من جلة الفقهاء. استشهد سنة 539 هـ عند دخول اللمتونيين غرناطة.
- أحمد بن عبد الرحمن بن مضاء بن مهند اللخمي. مقرئ محدث، له سماع قديم ورواية واسعة. جياني الأصل. ولد بقرطبة حوالي سنة 513 هـ وتوفي بإشبيلية سنة 592 هـ.
- أحمد بن عبد الرحمن بن محمد بن الصقر الأنصاري الخزرجي، أبو العباس. محدث مكثر ثقة، مقرئ حافظ للفقه، عارف بأصوله، كاتب شاعر. كتب الكثير من دواوين العلم بخطه الأنيق. ولد بالمرية سنة 492 هـ. وتوفي بمراكش سنة 569هـ.
- أحمد بن محمد بن محمد بن سعيد الأنصاري الوادي آشي، أبو العباس. فقيه عالم، عارف بأصول الفقه وعلم الكلام، حسن القيام على التفسير محدث رواية مكثر مشارك في فنون من العلم توفي سنة 562 هـ.
- عبد الله بن غالب بن طلحة بن أحمد بن عبد الله بن غالب المحاربي الغرناطي أبو بكر. محدث صدوق ثقة، انفرد بالرواية عن ابن عطية، كما روى عن القاضي عياض وابن الباذش. مولده سنة 511هـ، ووفاته سنة 598 هـ.
- أحمد بن محمد بن عبد الله الأنصاري المعروف بابن اليتيم. سكن مالقة وحدث بها عن ابن ورد وابن وضاح. وغيرهما.
- أبو علي منصور بن خميس بن محمد بن إبراهيم اللخمي من أهل المرية، سمع من أبي عبد الله البوني وابن صالح، وأخذ عنهما القراءات. ورى عن ابن العربي[ ؟ ] وأبي محمد الرشاطي وأبي الحجاج القضاعي، وله رحلة إلى المشرق، وسمع منه أبو عبد الله بن عطية الداني. توفي سنة 596هـ.

## شعره
كان عبد الحق بن عطية من الأدباء والشعراء المجيدين. وله النظم الرائق والترسل البديع.
قال صاحب القلائد: مررنا في إحدى نزهنا بمكان مقفر، وعن المحاسن مسفر، وفيه برك نرجس، كأنه عيون مراض، يسيل وسطه ماء رَضْرَاضٍ، بحيث لا حسن إلا للهام ولا أنس إلا ما تعرض للأوهام، فقال (يعني ابن عطية): (رمل)
وكتب إلى الأمير عبد الله بن مزدلي وقد خرج في إحدى غزواته: (كامل)
وله في توديع بعض إخوانه: (بسيط)

## اتهامه بالزندقة
هذا وقد أشار الزركشي إلى إتهام ابن عطية بالزندقة وأفاد براءته منها، فنقل عن شيخه القاضي المفتي أحمد بن محمد القلجاني ما يلي: يحكى أن بعض الأدباء دخل محلة عبد المؤمن فوجد أهل المرية يشكون قاضيهم الإمام أبا محمد عبد الحق بن غالب وينسبونه إلى الزندقة، قال فأنشد: (بسيط)

## مؤلفاته
كل المصادر التي ترجمت لعبد الحق بن عطية ذكرت له كتابين:
- «فهرس ابن عطية»
- «المحرر الوجيز في تفسير الكتاب العزيز»[5][6][7][8]

## وفاته
اختلف المؤرخون في سنة وفاته، فذهب ابن بشكوال والسيوطي ومحمد مخلوف إلى أنها سنة 542 هـ. وذهب الداودي[ ؟ ] وابن فرحون والبغدادي[ ؟ ] وعبد الحي الكتاني إلى أنها سنة 546 هـ أما في مقدمة البحر المحيط لمحمد بن يوسف أبي حيان الغرناطي فورد أنه توفي في 25 رمضان 541 هـ والاعتماد في ذلك على القاضي ابن أبي جمرة

## وصلات خارجية
- المحرر الوجيز في تفسير الكتاب العزيز (تفسير ابن عطية) (ط دار ابن حزم)PDF
- فهرسة ابن عطية PDF
- فهرسة ابن عطية وورد
- ابن عطية ومنهجه في التفسير